# Paulo Frischknecht
Paulo José Frischknecht (Tomar, Santa Maria dos Olivais, 7 de junho de 1961) é um antigo nadador português que se notabilizou por ter sido múltiplo campeão e recordista nacional, bem como pela participação em diversas edições das mais importantes provas mundiais de natação, nomeadamente nos Jogos Olímpicos de Montreal (1976) e de Moscovo (1980).
Depois de terminar a sua carreira de atleta, enveredou pela de treinador desportivo, ao mesmo tempo que lecciona na Faculdade de Motricidade Humana da Universidade Técnica de Lisboa.
É actualmente presidente da Federação Portuguesa de Natação, vice-presidente da Associação dos Atletas Olímpicos de Portugal, membro da Comissão Executiva do Comité Olímpico de Portugal e membro do Comité Técnico de Águas Abertas da FINA (Federação Internacional de Natação Amadora).
Foi também colega de turma de António Santos, ilustre Engenheiro da nossa praça, nascido em 1961.